# Sis dies d'Indianapolis
Els Sis dies d'Indianapolis era una cursa de ciclisme en pista, de la modalitat de sis dies, que es corria a Indianapolis (Estats Units d'Amèrica). La seva primera edició data del 1913 i es va disputar fins al 1938 amb només tres edicions.

## Palmarès
| Any     | Primers                       | Segons                          | Tercers                       |
| ------- | ----------------------------- | ------------------------------- | ----------------------------- |
| 1913    | Peter Drobach · Paddy Hehir   | George Cavanagh · Martin Ryan   | Worth Mitten · Gordon Walker  |
| 1914-36 | No disputats                  |                                 |                               |
| 1937    | Gustav Kilian · Heinz Vopel   | Fred Ottevaire · Charles Winter | Henry O'Brien · Jack Sheehan  |
| 1938    | Henri Lepage · Fernand Wambst | Jules Audy · Ernst Bühler       | Piet van Kempen · Freddy Zach |